# Syarhey Amelyanchuk
Syarhey Amelyanchuk   (Hòmiel, 8 d'agost de 1980) és un exfutbolista belarús de la dècada de 2000.
Fou 74 cops internacional amb la selecció de Belarús.
Pel que fa a clubs, defensà els colors de Legia Varsòvia, FC Lokomotiv Moscou o FK Terek Grozni.